# San Marino en los Juegos Olímpicos de Barcelona 1992
San Marino estuvo representado en los Juegos Olímpicos de Barcelona 1992 por un total de 17 deportistas, 16 hombres y una mujer, que compitieron en 7 deportes.
La portadora de la bandera en la ceremonia de apertura fue la nadadora Sara Casadei. El equipo olímpico sanmarinense no obtuvo ninguna medalla en estos Juegos.